# Azulene
L'azulene (dallo spagnolo azul, azzurro, blu) è un idrocarburo aromatico, isomero strutturale del naftalene. È un idrocarburo non-alternante e fa parte della classe degli aromatici non benzenoidi.
A temperatura ambiente si presenta come un solido cristallino di colore intermedio tra il blu-violetto e il nero, insolubile in acqua.
L'azulene è noto già dal XV secolo come cromoforo azzurro ottenuto dalla distillazione in corrente di vapore della camomilla. È stato scoperto nella achillea e nell'assenzio e il nome gli venne dato nel 1863 da Septimus Piesse. La sua struttura è stata riportata da Lavoslav Ružička, e la sua sintesi organica venne effettuata per la prima volta nel 1937 da Placidius A. Plattner.
In natura sono presenti alcuni terpenoidi, come i sesquiterpeni isomeri vetivazulene (2-isopropil-4,8-dimetilazulene) e guaiazulene (7-isopropil-1,4-dimetilazulene).

## Struttura e proprietà
La molecola è planare ed è composta da due anelli condensati, uno a 5 atomi di carbonio, l'altro a 7. Fa parte della classe topologica degli idrocarburi aromatici non alternanti.
Sia il colore che il notevole momento dipolare di 1,08 D dell'azulene, in marcato contrasto con il naftalene incolore e apolare, sono da imputarsi alla sua struttura: con il trasferimento di una coppia di elettroni dall'anello a 7 atomi a quello a 5, entrambi gli anelli risultano essere stabilizzati perché aromatici a 6 elettroni π; questo fenomeno crea un eccesso di carica negativa sull'anello a 5 atomi ed un eccesso di carica positiva sull'anello a 7. Un'altra caratteristica peculiare di questo composto è la violazione della regola di Kasha poiché esibisce fluorescenza da un livello energetico elettronico eccitato (S2 → S0) ad energia maggiore del primo stato elettronico eccitato S1.
È comunque un composto metastabile. In tempi lunghi, dell'ordine degli anni, tende a riarrangiarsi trasformandosi nel più stabile naftalene.

## Sintesi organica
Le vie sintetiche per l'azulene sono state a lungo fulcro di interesse a causa della sua struttura inusuale. Nel 1939 il primo tentativo è stato segnalato da S. Pfau e P. Plattner a partire da indene ed etil diazoacetato.
Un'altra sintesi prevede l'anellazione del ciclopentadiene con sintoni insaturi a cinque atomi di carbonio. L'approccio alternativo dal cicloeptatriene è noto da tempo, di cui un metodo illustrativo viene mostrato di seguito:

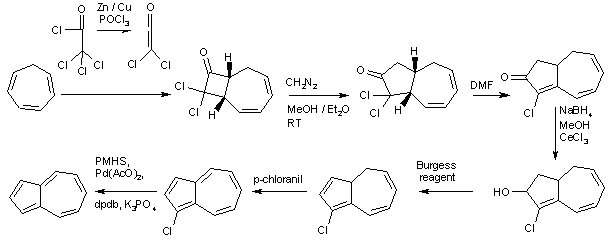
Primo step:cicloaddizione [2+2] del cicloeptatriene con dicloro chetene. 2°: inserzione del diazometano 3°:deidroalogenazione con DMF 4°: riduzione di Luche dell'alcool con sodio boroidruro 5°: reazione di eliminazione con reagente di Burgess 6°: ossidazione con p-cloroanilina 7°: dealogenazione con polimetilidrosilossano, palladio (II) acetato, fosfato di potassio e il legante DPDB

## Utilizzi
Trova principalmente impiego come colorante e nell'industria cosmetica.
In chimica organometallica, l'azulene funge da legante per i centri metallici a basso stato di ossidazione, che sono anche noti per formare complessi con entrambi i leganti ciclopentadienile e cicloeptatrienile. Alcuni complessi illustrativi sono (azulene) Mo2(CO)6 e (azulene) Fe2(CO)5.
L’azulene può avere uso topico come calmante e lenitivo delle irritazioni cutanee. Per le pelli più secche aiuta a ristabilire il film lipidico e un corretto livello di idratazione. È in grado di aiutare la guarigione di rossori e irritazioni della pelle post-depilazione, post-rasature e da eccessiva esposizione solare donando sollievo immediato.